# Laura Theresa Alma-Tadema
Laura Theresa Alma-Tadema (16 de abril de 1852 - 15 de agosto de 1909) fue una pintora inglesa especializada en escenas domésticas y de género de mujeres y niños. En 1871 se convirtió en la segunda esposa del pintor Lawrence Alma-Tadema.

## Biografía
Hija del médico homeópata George Napoleon Epps, tuvo dos hermanas que también fueron pintoras: Emily estudió con el pintor prerrafaelita John Brett, y Ellen con Ford Madox Brown. Ellen fue la esposa del poeta Edmund Gosse.
Laura conoció al pintor Lawrence Alma-Tadema en casa de Madox en diciembre de 1869, cuando ella contaba 17 años y él 33, y acababa de enviudar hacía unos meses. La pareja se atrajo de inmediato, y el hecho de que ella viviera en Londres, sumado a las buenas ventas en Inglaterra del trabajo de Alma-Tadema, fue determinante en la decisión del pintor de trasladarse a este país cuando se vio forzado a abandonar el continente por el estallido de la guerra franco-prusiana en julio de 1870.
Cuando Lawrence llegó a Londres en septiembre de 1870 con sus hijas pequeñas y su hermana Artje, Alma-Tadema se puso en contacto rápidamente con Laura y acordaron que le daría clases de pintura. Durante una de estas clases le propuso matrimonio. El padre de la joven se opuso al principio, ya que él tenía 34 años y ella solo 18, aunque acabó por dar su consentimiento a condición de que esperaran a conocerse mejor. El enlace se celebró en julio de 1871, y aunque no tuvieron hijos, fue un matrimonio feliz, en el que Laura Theresa fue una buena madrastra para las hijas del primer matrimonio de su marido, Laurence y Anna.
El Salón de París de 1873 dio a Laura Theresa su primer éxito en la pintura, y en 1878 fue una de las dos únicas mujeres británicas que exhibieron obras en la Exposición Universal de París. También expuso en la Royal Academy of Arts y la Grosvenor Gallery, y realizó trabajos esporádicos como ilustradora, sobre todo para The English Illustrated Magazine.

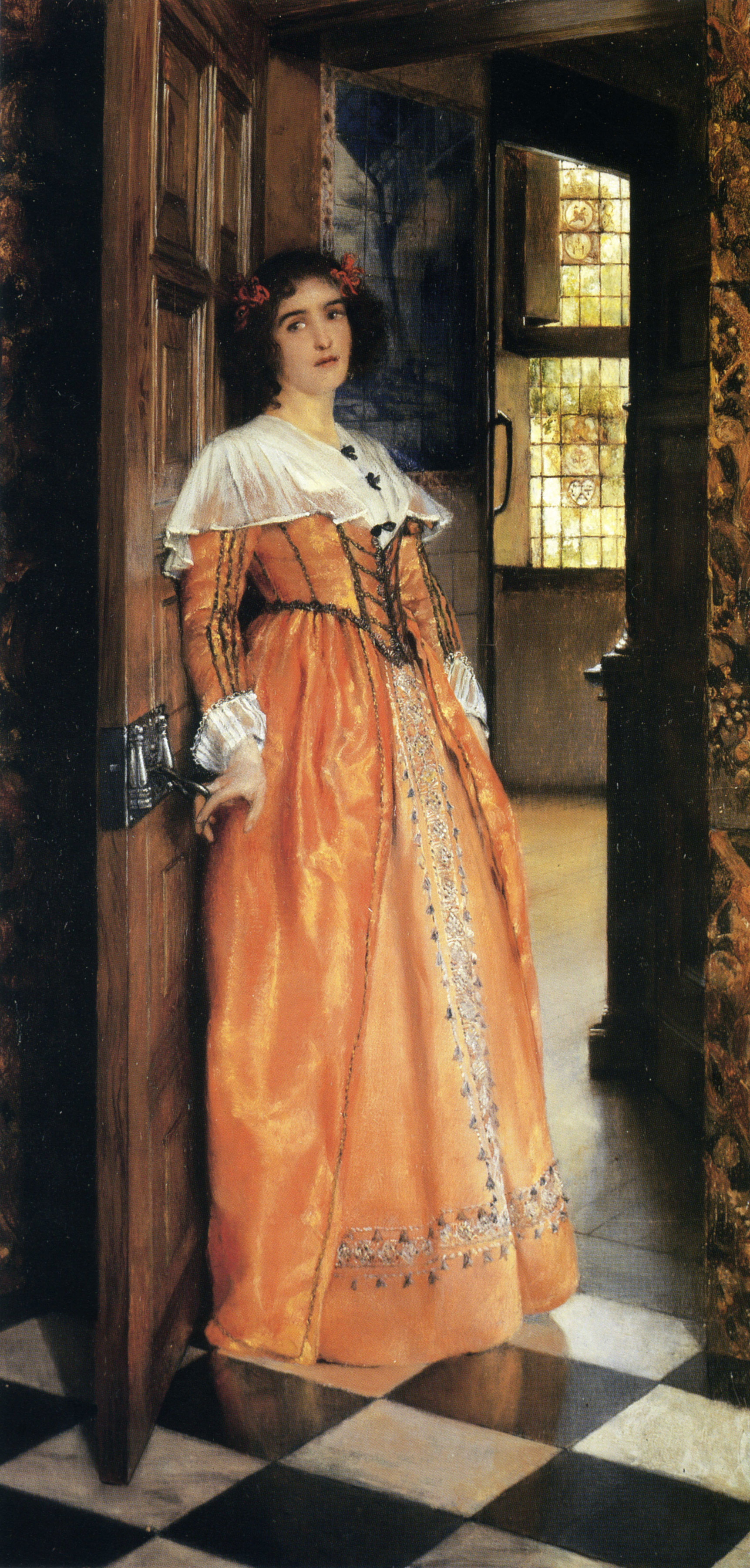
At the Doorway («En la puerta»), 1898

Laura Theresa fue una popular anfitriona de la sociedad londinense, que gustaba de organizar veladas musicales en su residencia de Regents Park y después en la de Grove End Road. De salud frágil, murió repentinamente el 15 de agosto de 1909. Al año siguiente se organizó una exposición en su homenaje en la Fine Art Society.

## Estilo
Laura Alma-Tadema se especializó en escenas domésticas y de género de mujeres y niños, a menudo ambientadas en los Países Bajos del siglo XVII, adoptando las características y estilo del Siglo de Oro neerlandés, como puede verse en Love's Beginning, The Persistent Reader, Measuring Heights, The Bible Lesson, A Carol, Always Welcome, Sweet Industry, At the Doorway (c.1898, a la derecha) y Sunshine, entre otros.

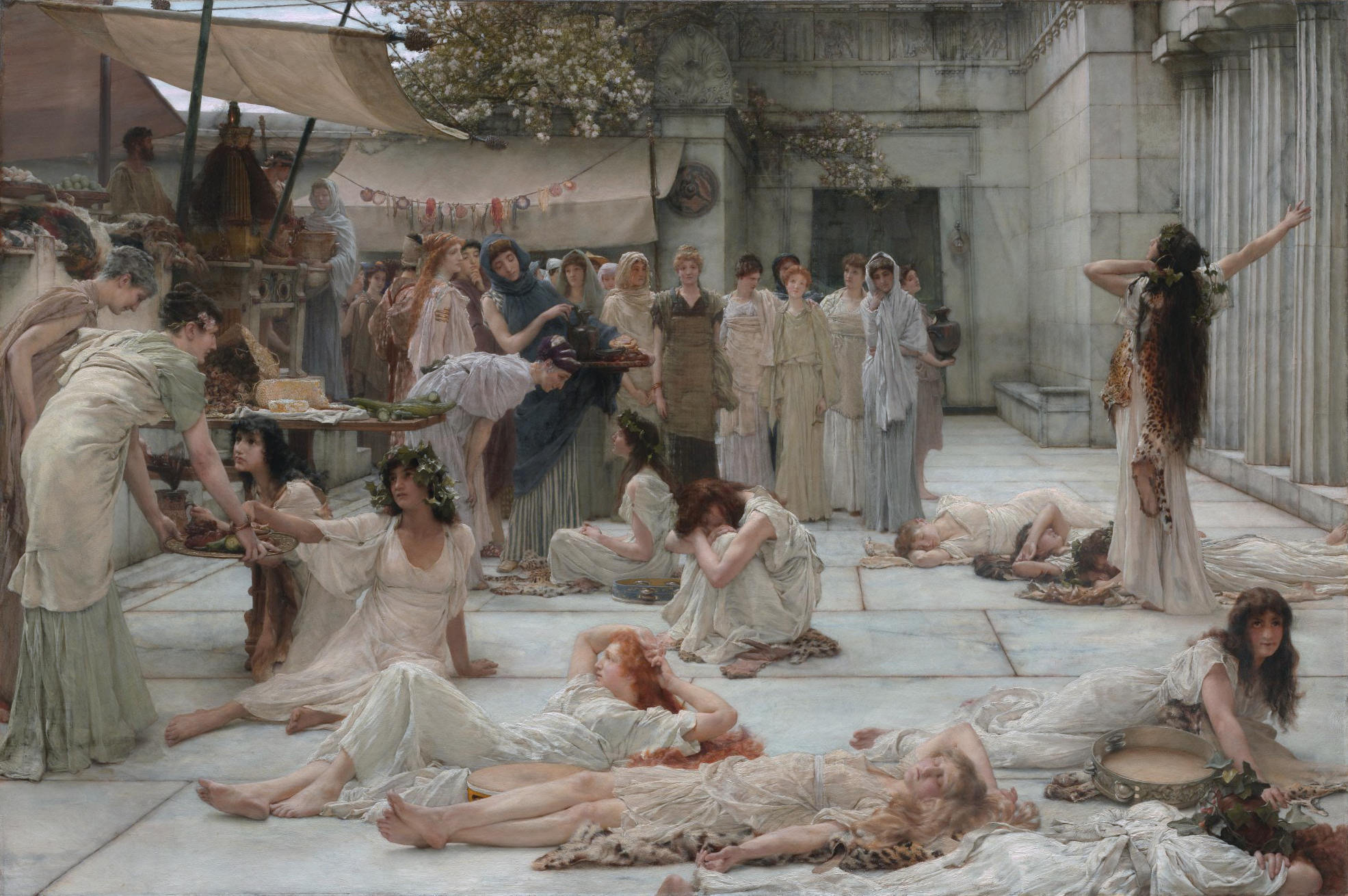
Las mujeres de Amphissa (1877), de Lawrence Alma-Tadema, en el que aparece Laura Theresa

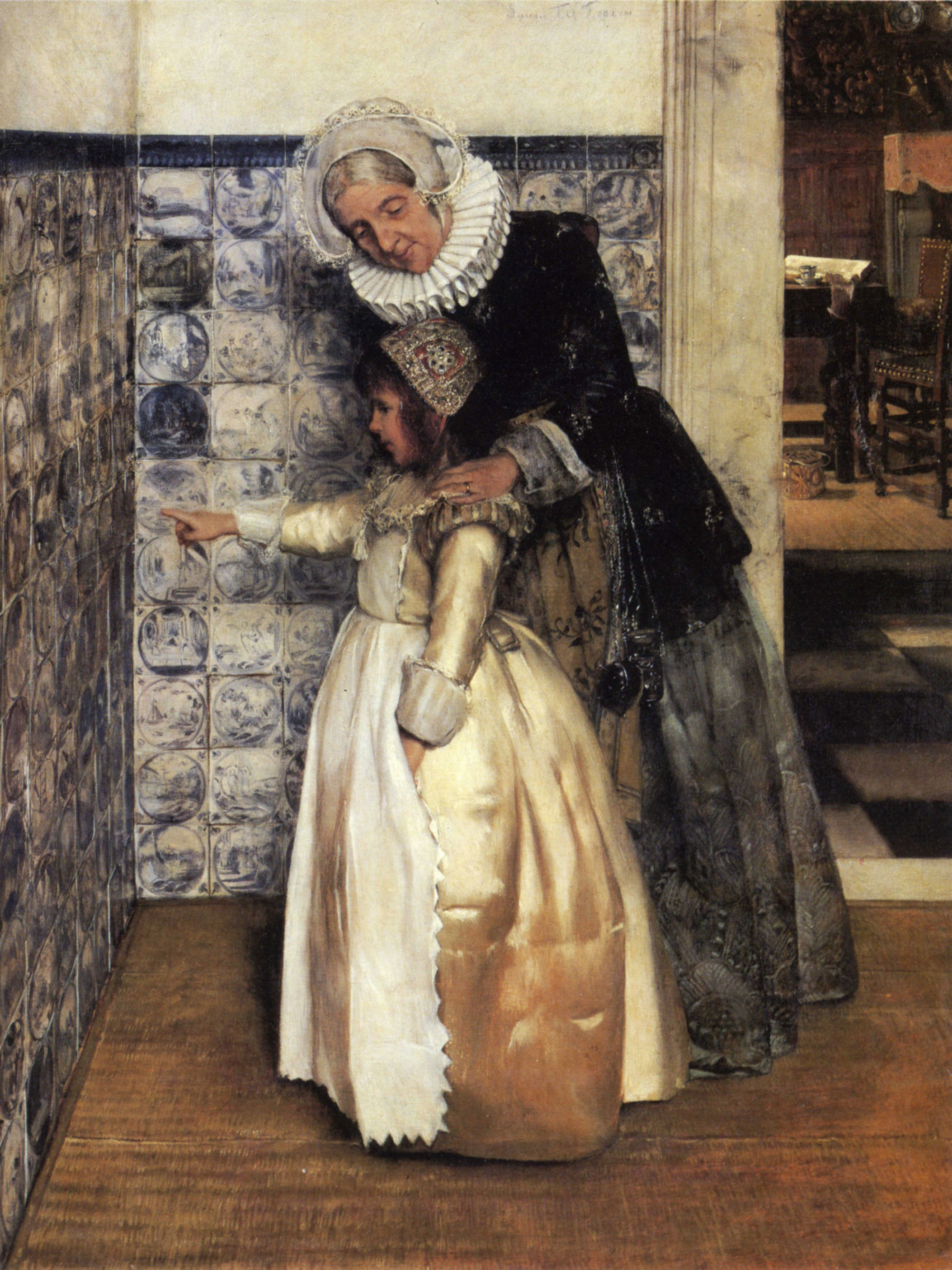
Lecciones de la Biblia

También pintó paisajes y temas clásicos similares a los de su esposo, pero se dejó influenciar más por el siglo de oro holandés que él. Estudió el trabajo de Vermeer y de Hooghe en sus visitas a los Países Bajos. Laura Theresa, al igual que su marido, numeraba sus obras cronológicamente.

## Retratos
Tras su boda, Laura Theresa fue retratada con frecuencia por su marido, como en el cuadro titulado Las mujeres de Amphissa. También existe una pequeña escultura de Giovanni Battista Amendola que la muestra sentada (1879), un busto de Jules Dalou (1876) y un retrato de Jules Bastien-Lepage.

## Obras
- Siempre bienvenido, que muestra un niño a la vera de su madre enferma. En el Museo y Galería de Arte Russell-Cotes

- Ruina (y niños), escena italiana. También en el Russell-Cotes

- Cetrería – Medieval, en el Museo Bury de Arte

- La silla de mamá (1873)

- Dulce diligencia (1904), muestra una mujer bordando. En la Galería de Arte de Mánchester

- George Eliot, retrato a lápiz (1877). En la National Portrait Gallery de Londres

- Llaman a la puerta (1897). En el Museo Currier de Arte de Mánchester (Nuevo Hampshire)

## Expuestos en laRoyal Academy
- La silla de mamá (1873)

- Jaula de pájaros (1875)

- Media azul (1877)

- Un buen libro (1880)

- Amber y Opal (1880)

- Invierno (1881)

- Dormida (1882)

- Bendiciendo la mesa (1884)

- Autoayuda (1885)

- Quien no arriesga no gana (1888)

- El pez dorado (1890)

- Hush-a-bye (1892)

- Satisfacción Persuasión (1893)

- El dolor de la partida (1895)

- Villancico (1896)

- Emblemata (1906)

- Reconciliación (1907)

- No suspiren más, señoras (1909)